# توبياس زيلنر
توبياس زيلنر (بالألمانية: Tobias Zellner)‏ (11 سبتمبر 1977 بدغندورف في ألمانيا - ) هو لاعب كرة قدم ألماني في مركز الوسط. لعب مع نادي نورنبرغ ويان ريغينسبورغ و1. SC Feucht ‏ ونادي كارلايل يونايتد وFV Engers 07 ‏ ونادي بيرمازنز.

## روابط خارجية
- توبياس زيلنر على موقع قاعدة بيانات كرة القدم.إي يو (الإنجليزية)
- توبياس زيلنر على موقع بيانات كرة القدم. دي إي (الألمانية)
- توبياس زيلنر على موقع عالم كرة القدم.نت (الإنجليزية)